# K16 기관총
K16은 SNT모티브에서 개발한 7.62 × 51mm NATO 탄을 사용하는 다목적 기관총이다. 양산이 되며 제식명칭이 K12에서 K16으로 변경되었다.

## 역사
7.62 mm 미국 M60 기관총은 송탄이 불량하고 과열된 총열을 예비총열로 갈아 끼우기도 불편했다. 미군마저 자국산을 버리고 벨기에 FN MAG 기관총을 M240 기관총이라는 제식명을 붙여 받아들일 정도였다. 그래서 한국군은 5.56 mm K3 기관총을 개발해서 M60을 교체했다. 벨기에 FN 미니미를 국산화 한 것이다. 5.56 mm FN 미니미는 7.62 mm FN MAG를 축소개량한 것인데, 탄띠지급식만이 아니라 탄창지급식도 가능하다. 그러나 7.62 mm 기관총들은 모두 탄띠지급식만 된다.
그런데, 2003년 이라크 전쟁, 아프가니스탄 전쟁 등에서 적군의 방탄조끼 등이 강화되어 5.56 mm로는 부족하다는 것을 경험하고는, 한국군도 다시 5.56 mm 중기관총에서 7.62 mm 중기관총으로 교체하기로 했다. 그래서 개발된 것이 K16 중기관총이다.
SNT 대우가 2009년부터 개발을 시작으로 2011년 개발이 완료되었으며 기존의 M60 기관총을 대체하게 된다. 2012년부터 한국형 다목적 헬리콥터인 수리온에 2정씩 방어 무기로 탑재될 예정이며 지상 무기와의 구별은 없다. 전차나 장갑차 등 지상무기의 탑재장비로 적용해 기존의 기관총을 대체할 예정이다.
국군에서 제식 채용을 하게 되어 명칭을 K12에서 K16으로 변경하여  생산하고 있다.
최근 보병용 K12-C2 기관총이 국방부 평가에서 부적합 판정을 받았다.

## 파생형
K16C1 공축형보병용으로 개량. K16의 강력한 파괴력은 그대로 유지하면서 1.5kg을 경량화해 무게 10.3 kg이다. 4단계 조절식 개머리판과 인체공학적으로 설계된 방아쇠 손잡이, 이동이 쉬운 총열 손잡이 등으로 사용자 편의성을 높였다. K16-C2 기관총은 2018년부터 7.62㎜ M60 기관총을 대체할 예정이다.
K16C2 기본형무게 10.4 kg
K16C3 승무원형수리온 헬기, 전차, 장갑차 장착용. 무게 11.9 kg